# WHA All-Star Game 1974
Das 2. All-Star Game der World Hockey Association (WHA) fand am 3. Januar 1974 im St. Paul Civic Center, der Heimspielstätte der Minnesota Fighting Saints, in St. Paul im US-Bundesstaat Minnesota statt. Bei der zweiten Austragung trafen, wie im Vorjahr, die Auswahlmannschaften bestehend aus den eingeladenen Spielern der West und East Division aufeinander.

## Spielverlauf
Das Team East setzte sich mit 8:4 durch. Zum Most Valuable Player des Spiels wurde Mike Walton von den Minnesota Fighting Saints ernannt, der drei Tore erzielte. André Lacroix und Larry Pleau trafen doppelt. Das Spiel wurde von 13.196 Zuschauern besucht. Der Trainer der siegreichen Eastern Division war Jack Kelley von den New England Whalers; Trainer der Western Division war Bobby Hull von den Winnipeg Jets.

## Mannschaftskader
| Team East | Team West |
| --- | --- |
| - G – Gilles Gratton (Toronto Toros) - G – Al Smith* (New England Whalers) - G – Gerry Cheevers (Cleveland Crusaders) - D – Jim Dorey (New England Whalers) - D – Rick Ley (New England Whalers) - D – Brad Selwood (New England Whalers) - D – J. C. Tremblay (Nordiques de Québec) - D – Paul Shmyr (Cleveland Crusaders) - D – Pat Stapleton (Chicago Cougars) - F – André Lacroix (Jersey Knights) - F – Bobby Sheehan (Jersey Knights) - F – Tom Webster (New England Whalers) - F – Larry Pleau (New England Whalers) - F – Hugh Harris (New England Whalers) - F – Serge Bernier (Nordiques de Québec) - F – Réjean Houle (Nordiques de Québec) - F – Rosaire Paiement (Chicago Cougars) - F – Ralph Backstrom (Chicago Cougars) - F – Wayne Carleton (Toronto Toros) - F – Tom Simpson (Toronto Toros) - F – Gerry Pinder (Cleveland Crusaders) - F – Gary Jarrett (Cleveland Crusaders) | - G – Jack Norris (Edmonton Oilers) - G – Ernie Wakely (Winnipeg Jets) - G – John Garrett (Minnesota Fighting Saints) - D – Poul Popiel (Houston Aeros) - D – Al Hamilton (Edmonton Oilers) - D – Rick Smith (Minnesota Fighting Saints) - D – Ralph MacSweyn (Vancouver Blazers) - D – Larry Hornung* (Winnipeg Jets) - D – Bart Crashley (Los Angeles Sharks) - D – Gerry Odrowski (Los Angeles Sharks) - F – Gordie Howe (Houston Aeros) - F – Larry Lund (Houston Aeros) - F – Frank Hughes (Houston Aeros) - F – Mike Walton (Minnesota Fighting Saints) - F – Wayne Connelly (Minnesota Fighting Saints) - F – Marc Tardif (Los Angeles Sharks) - F – Ron Climie (Edmonton Oilers) - F – Jim Harrison* (Edmonton Oilers) - F – Fran Huck (Winnipeg Jets) - F – Bobby Hull (Winnipeg Jets) - F – Danny Lawson (Vancouver Blazers) - F – Bryan Campbell (Vancouver Blazers) |

- Al Smith, Larry Hornung und Jim Harrison kamen nicht zum Einsatz.

## Spielverlauf

### Team East 8 – 4 Team West
All-Star Game MVP: Mike Walton (3 Tore)
| Team       | Zeit  | Stand | Torschütze       | Vorlagengeber   | Vorlagengeber    |
| 1. Drittel |       |       |                  |                 |                  |
| East       | 2:11  | 1–0   | Réjean Houle     | Serge Bernier   | Rosaire Paiement |
| East       | 8:02  | 2–0   | Ralph Backstrom  | Wayne Carleton  | Pat Stapleton    |
| East       | 10:39 | 3–0   | Larry Pleau      |                 |                  |
| West       | 14:55 | 3–1   | Mike Walton      | Danny Lawson    |                  |
| East       | 18:38 | 4–1   | Gerry Pinder     | André Lacroix   | Paul Shmyr       |
| East       | 19:12 | 5–1   | André Lacroix    | Gerry Pinder    | Gary Jarrett     |
| 2. Drittel |       |       |                  |                 |                  |
| West       | 27:27 | 5–2   | Mike Walton      | Bobby Hull      | Marc Tardif      |
| East       | 29:15 | 6–2   | Rosaire Paiement | Ralph Backstrom |                  |
| West       | 36:04 | 6–3   | Mike Walton      | Al Hamilton     | Ron Climie       |
| West       | 37:28 | 6–4   | Larry Lund       | Frank Hughes    | Al Hamilton      |
| 3. Drittel |       |       |                  |                 |                  |
| East       | 49:17 | 7–4   | André Lacroix    | Gary Jarrett    | Gerry Pinder     |
| East       | 58:59 | 8–4   | Larry Pleau      | Hugh Harris     | Tom Webster      |